# Radiodiscus
Radiodiscus é um género de gastrópode  da família Charopidae.
Este género contém as seguintes espécies:
- Radiodiscus amdenus Thiele, 1927
- Radiodiscus bolachaensis Fonseca & Thomé, 1995
- Radiodiscus compactus Suter, 1980
- Radiodiscus coppingers Smith, 1881
- Radiodiscus iheringi (Ancey, 1899)
- Radiodiscus patagonicus (Suter, 1900)
- Radiodiscus thomei Weyrauch, 1965
- Radiodiscus vazi Fonseca & Thomé, 1995